# Loren Dean
Loren Dean, est un acteur américain, né le 31 juillet 1969 à Las Vegas, en Nevada, aux (États-Unis).

## Biographie
Loren Dean est né d'une mère conseillère matrimoniale et familiale et d'un père travaillant dans l'industrie du textile. Ses parents divorcent alors qu'il est encore très jeune et c'est sa mère qui en obtient la garde. C'est au cours de cette période que la famille décide d'aller s'installer à Los Angeles.
Lors des visites régulières de son père, ce dernier l'emmène au cinéma ce qui suscitera, plus tard, à Loren la passion pour le septième art.
Le jeune garçon vivait mal la séparation de ses parents et dès 16 ans, il quitte le domicile familial.
Diplômé en 1986 du lycée de Santa Monica, Loren Dean part s'installer à New York pour poursuivre une carrière d'acteur mais les premières années sont difficiles et son métier ne lui permet pas de vivre. Il vécut dans l'extrême pauvreté pendant les deux années suivantes.
Le tournant s'amorcera lorsqu'un ami lui présentera un agent qui lui fera faire des apparitions théâtrales et en 1989 il obtient sa première récompense. Il devient dès lors l'acteur favori du scénariste plusieurs fois récompensé John Patrick Shanley. À partir de là, sa situation financière et professionnelle s'améliore grandement.

## Carrière cinématographique
Loren Dean obtient son premier rôle au cinéma en 1988. Mais la grande rupture eut lieu l'année suivante lorsqu'il joua dans le film Un monde pour nous. En 1991, il entame déjà son troisième film. Bien que ces œuvres ne soient pas au box-office, il réussit néanmoins à obtenir de la part des critiques des commentaires assez élogieux pour bon nombre de ses films. Il commence alors à se faire un nom dans le métier.
À la télévision, il est notamment connu pour son interprétation de Russ Brennan, le frère de Temperance Brennan, dans la série Bones et au cinéma dans Apollo 13 où il campe un jeune ingénieur compétent et chevronné.

## Filmographie

### Télévision

#### Téléfilms
- 1993 : J. F. K. : Le Destin en marche (JFK: Reckless Youth) d'Harry Winer : Joseph Patrick Kennedy, Jr.
- 1993 : The American Clock de Bob Clark : jeune Lee Baumler
- 2011 : Who Is Simon Miller? de Paolo Barzman : Simon Miller

#### Séries télévisées
- 1989 : As the World Turns (saison 1, épisode 8637) : Buddy
- 2004 : New York, unité spéciale (Law and Order: Special Victims Unit) (saison 6, épisode 02 : La Fin du voyage) : Roger Baker
- 2005 : Numb3rs (saison 2, épisode 11 : L'Empreinte du feu) : Paul Stevens
- 2006 - 2008 : Bones : Russ Brennan
  - (saison 1, épisode 22 : Passé composé)
  - (saison 2, épisode 11 : L'Épouvantail)
  - (saison 3, épisode 08 : Gormogon)
  - (saison 3, épisode 09 : La Magie de Noël)
  - (saison 3, épisode 13 : La Raison et le Cœur)
- 2007 : The Bronx Is Burning : Fran Healy
  - (saison 1, épisode 04 : The Seven Commandments)
  - (saison 1, épisode 08 : Mr. October)
- 2007 : FBI : Portés disparus (Without a Trace) (saison 5, épisode 22 : La Seule et Unique) : Juge Chris Manning
- 2008 : Les Experts (CSI: Crime Scene Investigation) (saison 9, épisode 07 : Échos du passé) : Peter Rowe
- 2010 : Terriers (6 épisodes) : Jason Adler
- 2017 : Grey’s Anatomy (saison 14 épisode 22) : David

### Cinéma

#### Courts métrages
- 2009 : Middletown de Will Schluter : Adam Tanner

#### Longs métrages
- 1988 : Plain Clothes de Martha Coolidge : Matt Dunbar
- 1989 : Un monde pour nous (Say Anything...) de Cameron Crowe : Joe
- 1991 : Billy Bathgate de Robert Benton : Billy Bathgate
- 1992 : 1492 : Christophe Colomb (1492: Conquest of Paradise) de Ridley Scott : vieux Fernando
- 1995 : Apollo 13 de Ron Howard : John Aaron - EECOM Arthur
- 1995 : Darkly Noon : Le Jour du châtiment (The Passion of Darkly Noon) de Philip Ridley : Jude
- 1995 : Le Patchwork de la vie (How to Make an American Quilt) de Jocelyn Moorhouse : Preston
- 1996 : Mrs. Winterbourne de Richard Benjamin : Steve DeCunzo
- 1997 : Bienvenue à Gattaca (Gattaca) d'Andrew Niccol : Anton Freeman
- 1997 : The End of Violence de Wim Wenders : Dean « Doc » Brock
- 1997 : Rosewood de John Singleton : James Taylor
- 1998 : Ennemi d'État (Enemy of the State) de Tony Scott : Hicks
- 1998 : Starstruck de John Enbom : Kyle Carey
- 1999 : Mumford de Lawrence Kasdan : Mumford
- 2000 : Space Cowboys de Clint Eastwood : Ethan Glance
- 2001 : The War Bride (en) de Lyndon Chubbuck : Joe
- 2008 : The Poker Club de Tim McCann : Curtis Wilcox
- 2008 : Reservations d'Aloura Melissa Charles : Marc
- 2010 : Conviction de Tony Goldwyn : Rick
- 2019 : Ad Astra de James Gray : Donald Standford